# 紀元前767年
紀元前767年（きげんぜん767ねん）は、西暦による年。

## 他の紀年法
- 干支 : 甲戌
- 中国
  - 周 - 平王4年
  - 魯 - 恵公2年
  - 斉 - 荘公贖28年
  - 晋 - 文侯14年
  - 秦 - 襄公11年
  - 楚 - 若敖24年
  - 宋 - 戴公33年
  - 衛 - 武公46年
  - 陳 - 平公11年
  - 蔡 - 釐侯43年
  - 曹 - 恵伯29年
  - 鄭 - 武公4年
  - 燕 - 頃侯24年
- 朝鮮
  - 檀紀1567年
- ユダヤ暦 : 2994年 - 2995年

## できごと
- 鄭が東虢を滅ぼした。

## 死去
- 燕の頃侯